# Guerra anfíbia
Operação Anfíbia (OpAnf) ou guerra anfíbia é um tipo de operação militar lançada a partir do mar por uma força naval ou de desembarque em navios ou embarcações envolvendo o desembarque em uma praia hostil ou potencialmente hostil.
Uma operação anfíbia requer participação aérea extensiva e é caracterizada pela integração de forças treinadas, organizadas e equipadas com funções de combate diferentes. A complexidade da guerra anfíbia e a vulnerabilidade das forças engajadas nestas operações requerem um grau excepcional de unidade de esforço e coerência operacional. A dificuldade envolvida em conduzir operações anfíbias será normalmente ditar que o comandante irá participar em planejamento, integração do teatro e apoio. O principal tipo de operação anfíbia é o assalto anfíbio, que é distinguido dos outros tipos de operações anfíbias onde é envolvido o estabelecimento de uma força em uma praia hostil ou potencialmente hostil.

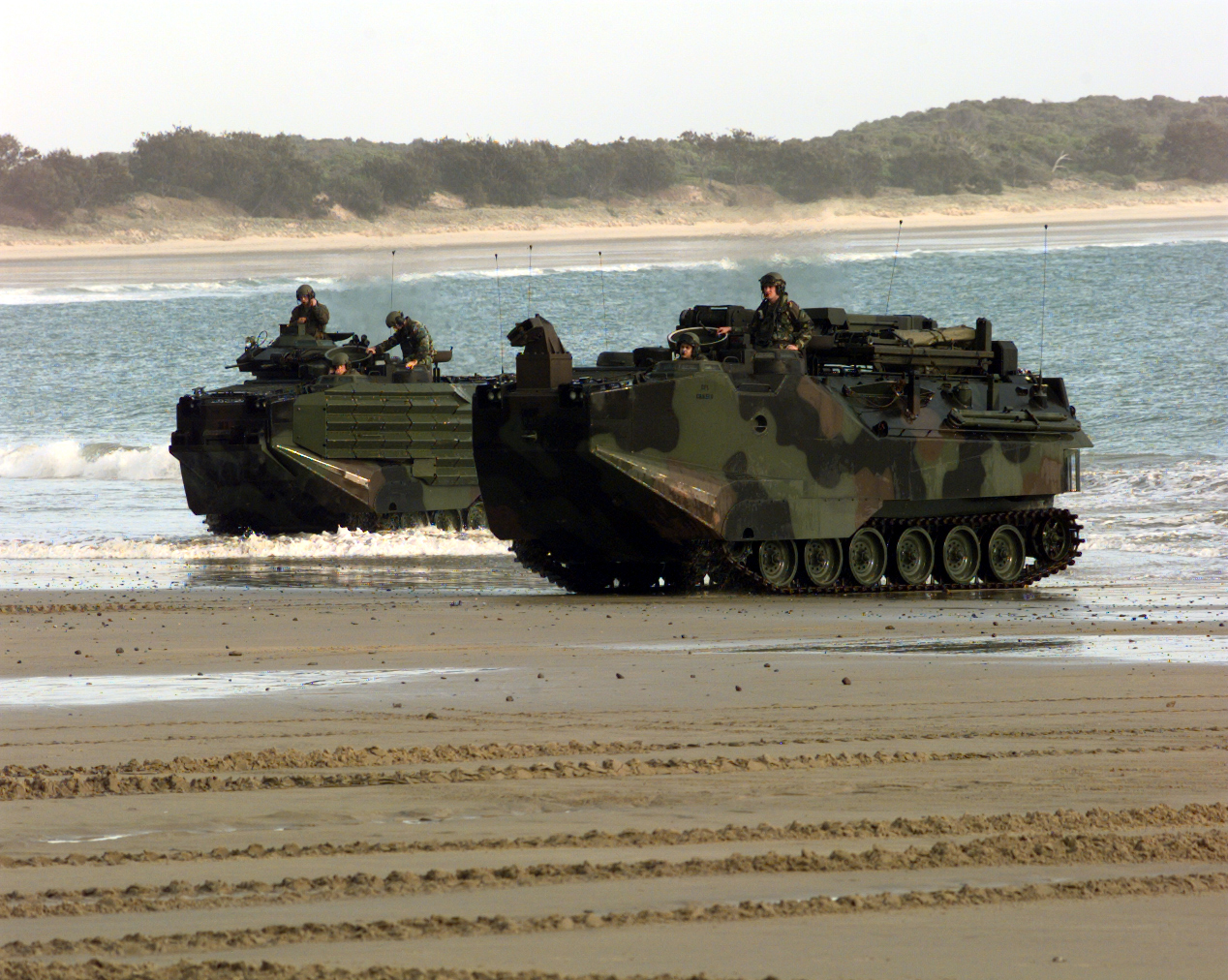
Fuzileiros em treinamento desembarcando com seus veículos blindados em uma praia.
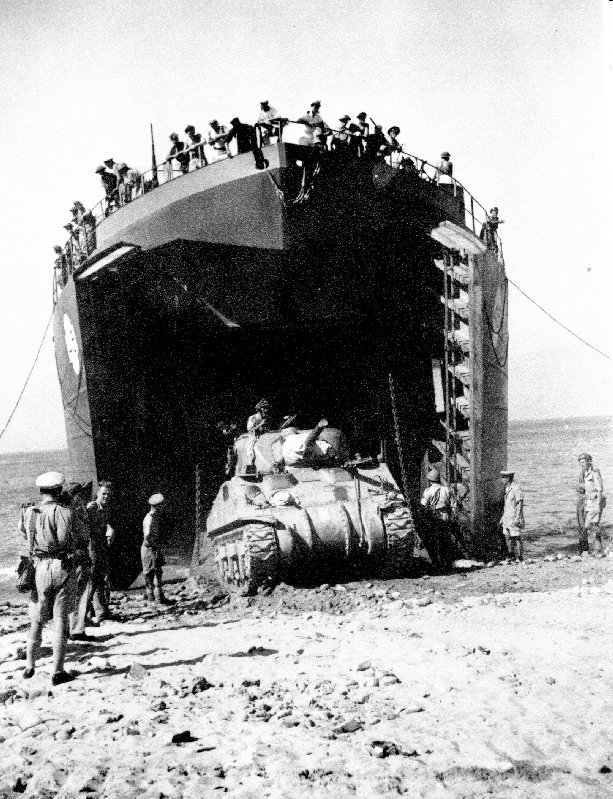
Uma operação de desembarque durante a invasão aliada da Sicília, em 1943.
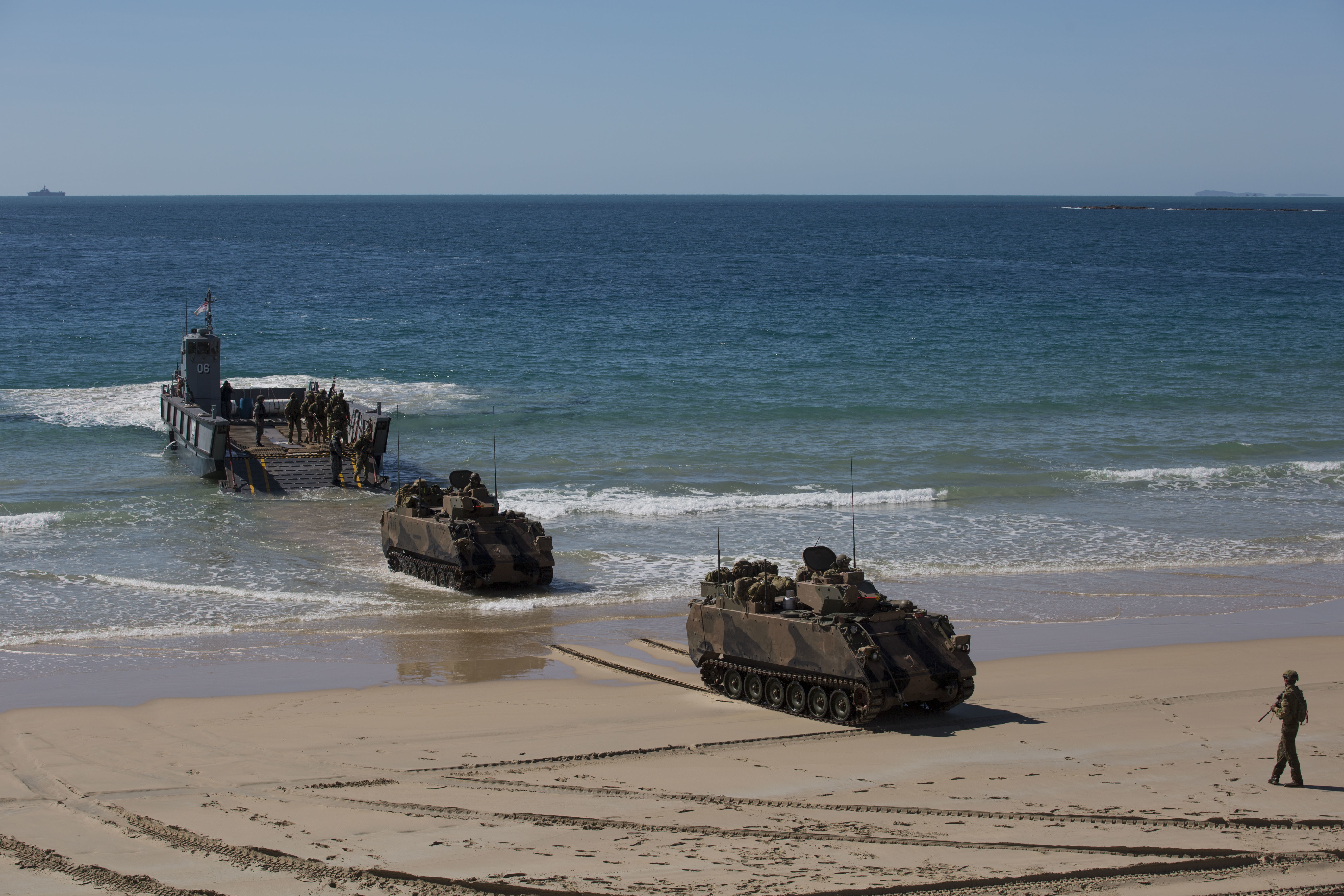
Desembarque de blindados australianos num exercício de treinamento.
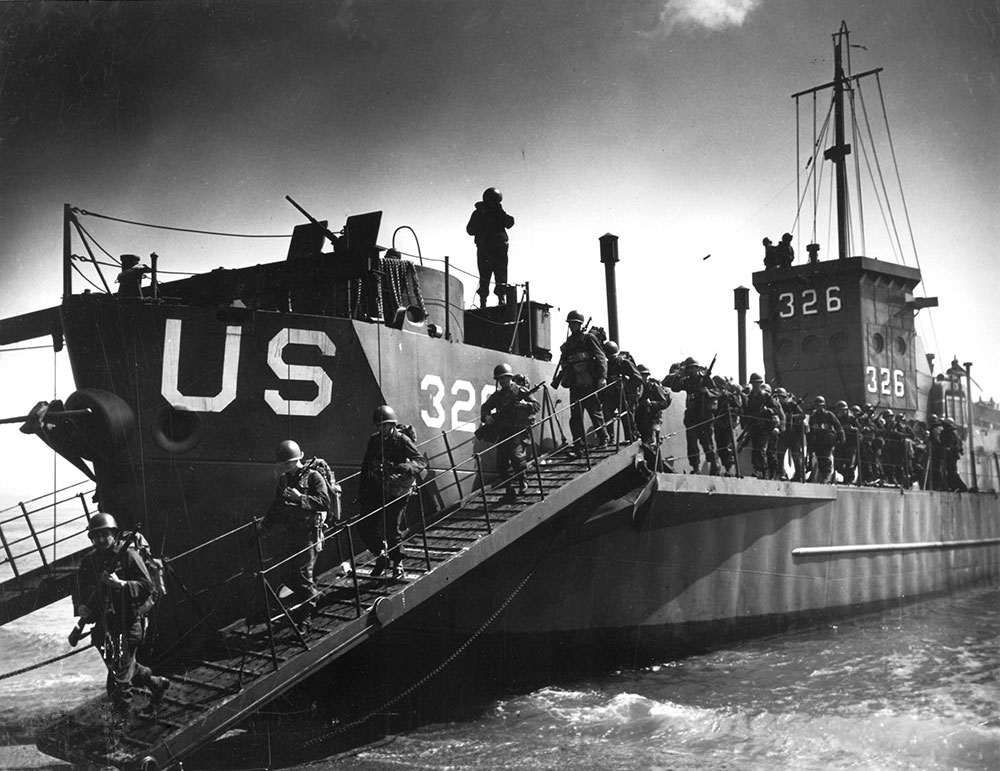
Militares desembarcado de um navio.